# خليج القراصنة: بعيدا عن لوحة المفاتيح
خليج القراصنة: بعيدا عن لوحة المفاتيح (بالإنجليزية: The Pirate Bay Away From Keyboard)‏ هو فيلم وثائقي أُصدِر بتاريخ 8 فبراير 2013 من إخراج سايمون كلوز مبني على قصة حياة مؤسسي موقع وادي القراصنة. وبدأ التصوير صيفَ سنة 2008 وانتهى بتاريخ 25 فبراير 2012.

## الإنتاج
أُطلِق موقع الفيلم بتاريخ 28 أغسطس 2010 مع حملة على موقع كيكستارتر لجمع مبلغ 25.000 دولار أمريكي لتوظيف محرر بعد محاكمة موقع خليج القراصنة. اكتملت الحملة بعد ثلاثة أيام فقط وجمعت مبلغًا إجماليّا قدره 51.424 دولار أمريكي. وفي فبراير 2011، قدمت لجنة منح الفنون الخاصة بالحكومة السويدية المشروع 30.000 دولار أمريكي.

## الإصدار
تم إصدار الفيلم تحت رخصة المشاع الإبداعي عبر موقع خليج القراصنة ومواقع بت تورنت أخرى. وأصدرت نسخة مدتها أقل من أربع دقائق من النسخة الكاملة موجهة لمن يريدون تعديل وإنشاء نسخة أخرى من الفيلم.
ويمكن لمن يريد أن يدعم صناع الفيلم أن يقوم بشراء نسخة دي في دي والمحتوى القابل للتحميل من الفيلم. النسخة مسبوقة الدعم بالإضافة إلى نسخة المحتوى القابل للتحميل تأتيان مع مشاهد محذوفة وأشياء أخرى.

## روابط خارجية
- خليج القراصنة: بعيدا عن لوحة المفاتيح على موقع IMDb (الإنجليزية)
- خليج القراصنة: بعيدا عن لوحة المفاتيح على موقع روتن توميتوز (الإنجليزية)
- خليج القراصنة: بعيدا عن لوحة المفاتيح على موقع أول موفي (الإنجليزية)
- خليج القراصنة: بعيدا عن لوحة المفاتيح على موقع فيلمافينيتي (الإسبانية)
- خليج القراصنة: بعيدا عن لوحة المفاتيح على موقع قاعدة بيانات الأفلام السويدية (السويدية)
- خليج القراصنة: بعيدا عن لوحة المفاتيح على موقع قاعدة بيانات الفيلم (الإنجليزية)
- خليج القراصنة: بعيدا عن لوحة المفاتيح على موقع ليتربوكسد (الإنجليزية)
- خليج القراصنة: بعيدا عن لوحة المفاتيح على موقع كينوبويسك (الروسية)